# Acroppia monstruosa
Acroppia monstruosa är en kvalsterart som först beskrevs av Sandór Mahunka 1989.  Acroppia monstruosa ingår i släktet Acroppia och familjen Oppiidae. Inga underarter finns listade i Catalogue of Life.